# Caesalpinia hildebrandtii
Caesalpinia hildebrandtii là một loài thực vật có hoa trong họ Đậu. Loài này được (Vatke) Baill. miêu tả khoa học đầu tiên.